# Felmersham
Felmersham – wieś w Anglii, w hrabstwie ceremonialnym Bedfordshire, w dystrykcie (unitary authority) Bedford. Leży 12 km na północny zachód od centrum miasta Bedford i 84 km na północ od centrum Londynu.